# Calliandra bahiana
Calliandra bahiana är en ärtväxtart som beskrevs av Stephen Andrew Renvoize. Calliandra bahiana ingår i släktet Calliandra och familjen ärtväxter.

## Underarter
Arten delas in i följande underarter:
- C. b. bahiana
- C. b. erythematosa